# 16 Dywizja Józefa Zajączka
16 Dywizja Józefa Zajączka – polska formacja wojskowa okresu napoleońskiego.
U schyłku zimy 1812 nastąpiła nowa reorganizacja Armii Księstwa Warszawskiego związana już bezpośrednio z przygotowaniami do drugiej wojny polskiej.
Wojsko polskie nie stanowiło jednej zwartej całości. W ramach Wielkiej Armii sformowano V Korpus Wielkiej Armii ks. Józefa Poniatowskiego. W ramach V Korpusu na bazie 1 Dywizji Księstwa Warszawskiego utworzono 16 Dywizję pod dowództwem gen. Józefa Zajączka.

## Dywizja w kampanii rosyjskiej

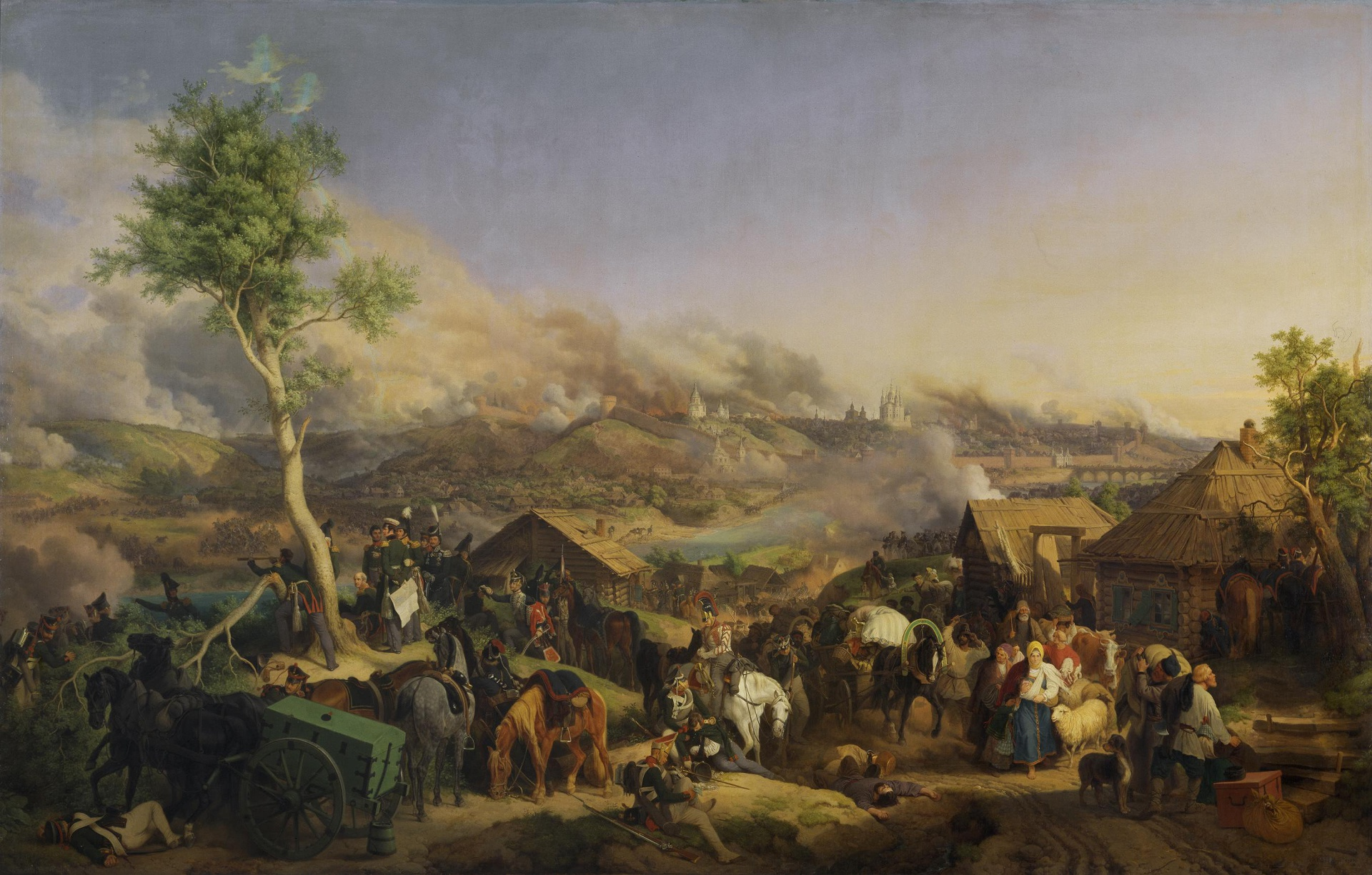
Bitwa pod Smoleńskiem

Z początkiem wojny Francji z Rosją, w maju 1812 16 Dywizja gen. Zajączka stanął w rejonie Radzymina i Serocka, a następnie ruszyła przez Pułtusk, Różan i Ostrołękę starym traktem na Wilno. 29 czerwca przeprawiała się przez Niemen pod Grodnem. Tu właśnie wkroczyła na ziemie zaboru rosyjskiego. 4 lipca dywizja ruszyła do Nowogródka jako czołowa dywizja Korpusu. Po trzech tygodniach marszu przez Kojdanów, Turzec osiągnęła rzekę Berezynę, gdzie stanęła w rejonie wsi Jakszyce między miejscowościami Berezyna a Świsłocz. Ochraniała tam przez dwa dni przeprawę taborów i parków rezerwowych artylerii. Następnie skierowana została do Mohylewa nad Dnieprem. Osiągnęła go 25 lipca. Jako że Rosjanie cofali się w popłochu, nie dochodziło do bezpośrednich starć. Piechota ponosiła jednak dotkliwe straty marszowe, sięgające około 30% stanu osobowego. Dopiero w czasie postoju w Szkłowie i w Mohylewie dołączyli „maruderzy”. Z Mohylewa dywizja ruszyła na Smoleńsk i dotarła tam 16 sierpnia.

### Bitwa smoleńska i pod Borodino

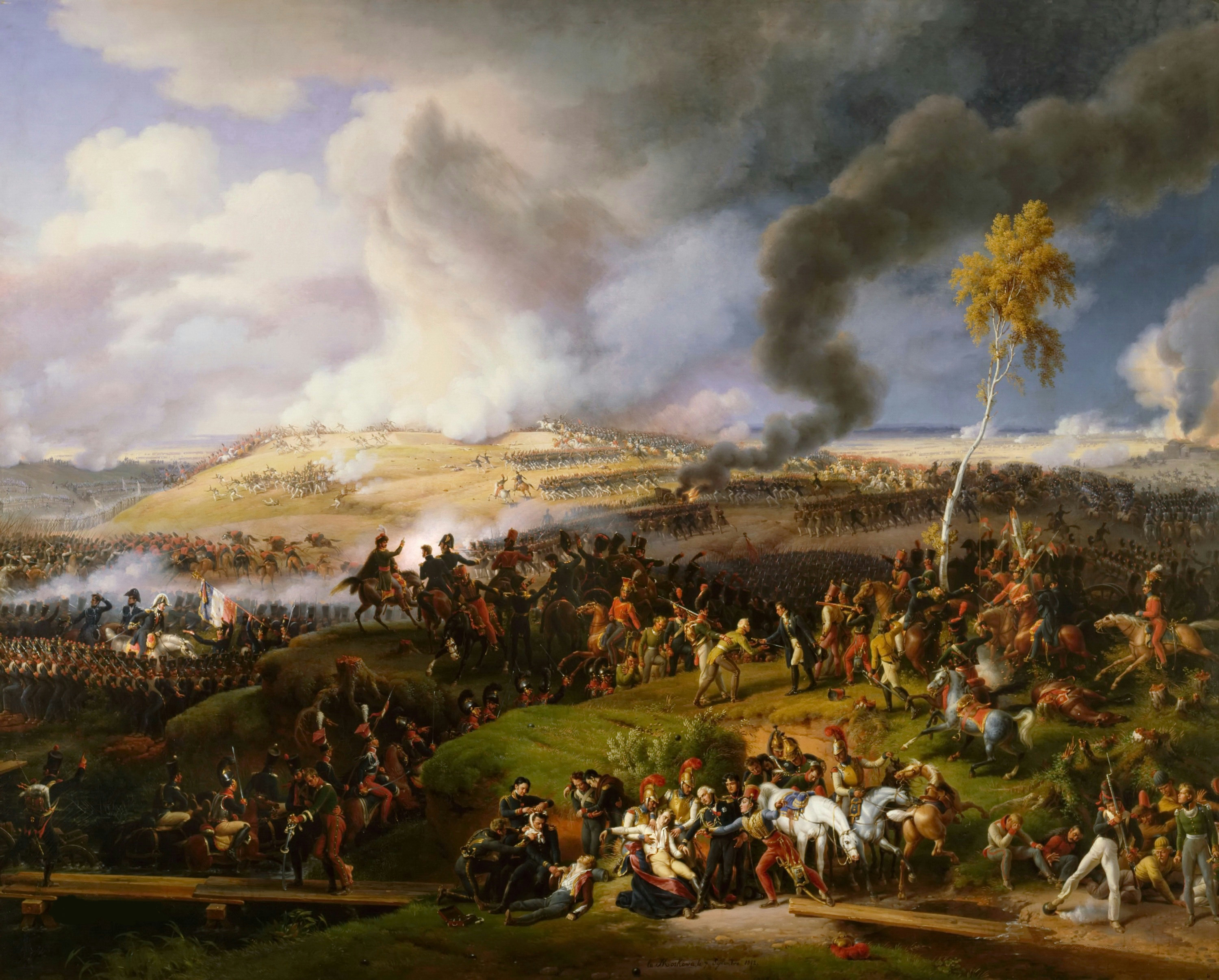
Bitwa pod Borodino

17 sierpnia o 14:00 dywizja wsparta ogniem dział francuskich z marszu uderzyła na przedmieście Nikolskie. Kompanie woltyżerskie pokonały parów odgradzający je od żołnierzy rosyjskich, wyrzuciły ich z nadbrzeżnych zarośli i wyszły na brzeg Dniepru. Pod ich osłoną pozostałe oddziały przeprawiły się przez rzekę i kontynuowały natarcie. Walki trwały do zmroku. Dywizja poniosła duże straty.
Nocą z 17 na 18 sierpnia patrol 15 pp odkrył niebronione przejście w murze obronnym. Przez wyłom do Smoleńska weszły siły główne 15 i 16 pp wsparte armatami.
Miasto nie broniło się. Rosjanie opuścili je wieczorem. Zarządzono 5-dniowy odpoczynek. Wyróżniający się w walce żołnierze udekorowani zostali przez Napoleona Krzyżami Legii Honorowej.
22 sierpnia 16 Dywizja dowodzona przez gen. Izydora Krasińskiego, ruszyła przez Dorohobuż na Moskwę. W dniach 5–7 września wzięła udział w bitwie pod Borodino.
7 września w całodniowym boju kilkakrotnie atakowała na bagnety rosyjską piechotę, prowadząc walkę ogniową, odpierała kontrataki piechoty oraz szarże kozaków i jegrów konnych. Armia rosyjska cofała się nadal. Maszerująca w ślad za ustępującymi wojskami Kutuzowa, dywizja brała udział w kolejnych bitwach. 29 września walczyła w bitwie pod Czerykowem, a 18 października w bitwie pod Tarutinem.
Pod koniec października zreorganizowano w dywizji pułki piechoty. Składały się one od tej chwili z dwóch słabych batalionów piechoty. Liczyły po ok. tysiąca bagnetów.

### Wielki odwrót; bitwa nad Berezyną

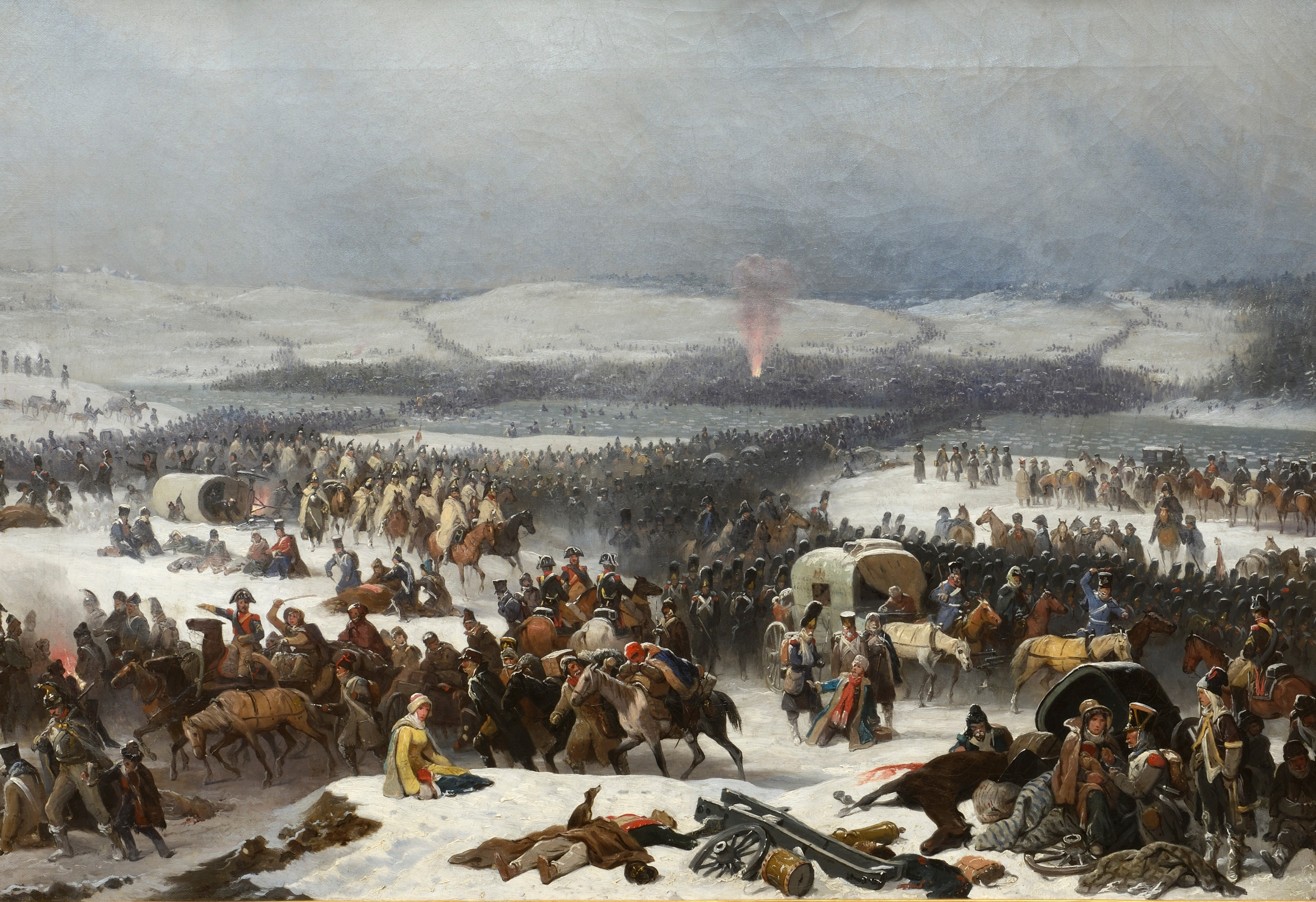
Bitwa nad Berezyną

Na szlaku odwrotu Wielkiej Armii dywizja walczyła 25 października pod Medyną, a 3 listopada pod Wiaźmą. Po drodze odpierała ataki kozaków atamana Płatowa. Wewnątrz czworoboków piechoty maszerowała artyleria.
10 listopada do Smoleńska dotarło już tylko około 1500 żołnierzy piechoty V Korpusu, do Orszy około 1200. Tam dołączyła działająca dotąd samodzielnie 17 Dywizja gen. Dąbrowskiego. Nocą z 26 na 27 listopada dywizja przeprawiła się przez Berezynę po mostach stawianych m.in. przez polskich saperów.
28 listopada rozegrała się tam ostatnia wielka bitwa tej kampanii. W pierwszej fazie dywizje polskie odrzuciły przeciwnika w stronę Borysowa i wzięły licznych jeńców. 16 Dywizja liczyła wtedy ok. 300 bagnetów. Jednak piechota rosyjska wsparta ogniem artylerii wypierała polskie dywizje. Kontratak jazdy (głównie polskiej) powstrzymał rosyjskie natarcie i stworzył warunki do uporządkowanego odwrotu. Dywizja maszerowała przez Oszmianę i Nowe Troki na Olitę. Tu wojska polskie przeprawiły się przez zamarznięty Niemen. Z początkiem grudnia w 16 Dywizji Piechoty było tylko 190 żołnierzy. 11 grudnia ruszono przez Suwałki, Augustów, Rajgród, Szczuczyn i Łomżę do Warszawy. Po drodze dołączyły formowane na Litwie nowe pułki piechoty i jazdy.

## Struktura organizacyjna

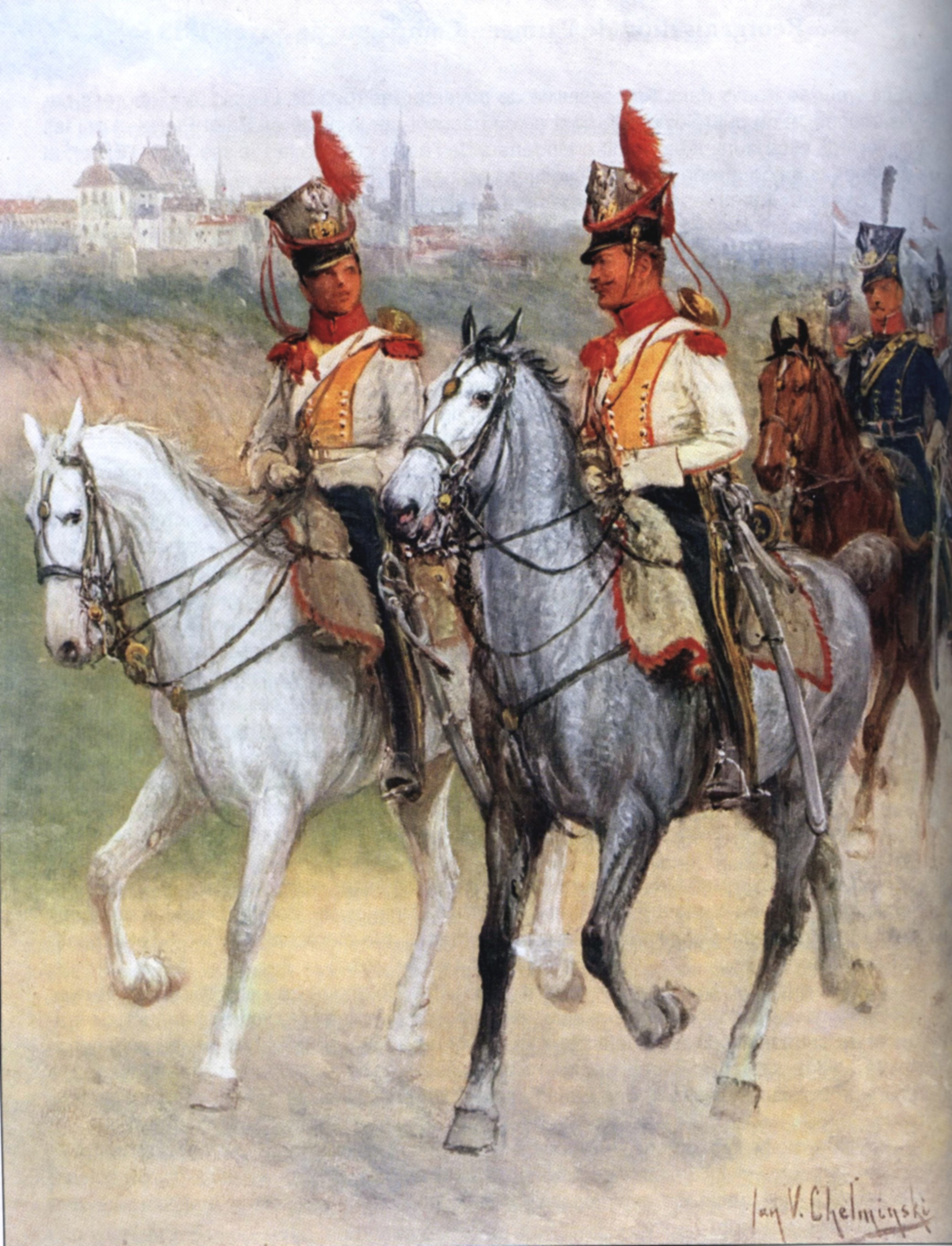
Trębacze 2 pułku ułanów

- dowódca dywizji – gen. Józef Zajączek

Sztab:
- szef sztabu – płk Weyssenhoff

W sztabie pracowało 26 żołnierzy; w tym 20 oficerów.
Oddziały:

1 Brygada Piechoty – gen. Stanisław Mielżyński
- 3 pułk piechoty
- 15 pułk piechoty

2 Brygada Piechoty – gen. Franciszek Paszkowski
- 16 pułk piechoty

18 Brygada Jazdy – gen. Michał Ignacy Kamieński
- 2 pułk ułanów
- 4 pułk strzelców konnych

Brygada jazdy, wspólnie z innymi brygadami jazdy dywizji, utworzyła później Dywizję Jazdy, której to dowództwo powierzono gen. Michałowi Ignacemu Kamieńskiemu.